# Eugenia glandulosopunctata
Eugenia glandulosopunctata là một loài thực vật có hoa trong Họ Đào kim nương. Loài này được P.E.Sánchez & Poveda mô tả khoa học đầu tiên năm 1985.